# Love Liberty Disco
Love Liberty Disco é o nono álbum de estúdio da banda Newsboys, lançado a 16 de Novembro de 1999 pela gravadora Sparrow Records.
O disco traz um uso maior de efeitos eletrônicos, com influências da dance music. No Brasil foi distribuído pela Gospel Records no início dos anos 2000.

## Faixas
1. "Beautiful Sound" – 3:46
2. "Love Liberty Disco" – 3:45
3. "Forever Man" – 3:13
4. "Good Stuff" – 2:59
5. "Everyone's Someone" – 5:14
6. "Say You Need Love" – 3:18
7. "I Would Give Everything" – 3:22
8. "Break" – 3:20
9. "I Surrender All" – 4:12
10. "Fall on You" – 2:30

## Tabelas
Álbum
| Tabela (1999)              | Posição |
| -------------------------- | ------- |
| Billboard 200              | 80      |
| Top Contemporary Christian | 5       |

## Créditos
- Peter Furler - Vocal, guitarra, bateria
- Phil Joel - Baixo, vocal
- Jody Davis - Guitarra, vocal
- Jeff Frankenstein - Teclados
- Duncan Phillips - Bateria, percussão